# Okuyasu Nijimura
Okuyasu Nijimura (虹村 億泰, nijimura okuyasu) es un personaje principal en la cuarta parte del manga y anime JoJo's Bizarre Adventure, Diamond Is Unbreakable.

## Historia
En algún momento, los hermanos Nijimura, Keicho y Okuyasu consiguieron la Flecha Creadora de Stands y consiguieron sus propios Stands, esto con el fin de acabar con la miserable vida de su padre, quien fue convertido en un monstruo gracias a la maldición de DIO.
Los hermanos Nijimura se enfrentan a Josuke Higashikata y Koichi Hirose pero son derrotados, tras explicarles lo que ocurre con su padre, Nijimura Padre, son atacados por un extraño Stand eléctrico llamada Red Chilli Pepper, el cual asesina a Keicho. Okuyasu jura vengarse de él.
Su Stand, The Hand (手ザ・ハンド, Za Hando) puede cortar el espacio-tiempo utilizando su mano derecha. Así puede acortar materiales e incluso distancias.
Okuyasu ingresa al mismo colegio de Josuke y Koichi y con el tiempo se vuelven buenos amigos. Ayuda a Jotaro a buscar a Red Hot Chilli Pepper pero Okuyasu al verlo pierde la calma y lo ataca desmedidamente, tras esto Okuyasu casi muere tras caer en una trampa de su enemigo.
Una vez vencido Red Hot Chilli Pepper, Okuyasu y sus amigos se embargan la búsqueda del mal que acecha Morioh, el asesino parafílico Yoshikage Kira.
Okuyasu enfrentó a Rohan Kishibe, Super Fly e incluso al mismo Kira, contra el que casi pierde la vida. Al final, Okuyasu y Nijimura Padre viven una vida normal en Morioh tras haber derrotado a Kira.

## Otros medios
Okuyasu aparece en el anime de JoJo's Bizarre Adventure: Diamond Is Unbreakable. Así como en los videojuegos de JoJo's Bizarre Adventure: All Star Battle, JoJo's Bizarre Adventure: Eyes of Heaven, JoJo's Bizarre Adventure: Diamond Records, etc.